# Боталова, Раиса Михайловна
Раиса Михайловна Боталова (Баталова) (1931—2016) — советская учёная, доктор филологических наук.
Автор свыше ста работ, посвященных вопросам фонетики (в том числе — фонологической роли ударения), морфологии и лексики, проблемам развития языка (коми-)пермяков, а также о путях расхождения близкородственных языков, включая несколько монографий.

## Биография
Родилась 10 августа 1931 года в деревне Рудакова Юсьвинского района Коми-Пермяцкого автономного округа, ныне Пермского края.
В период с 1939 по 1945 год училась в семилетней школе, с 1946 по 1950 год продолжила учёбу в Кудымкарском педагогическом училище. После окончания училища, в 1950—1952 годах работала школьной учительницей коми-пермяцкого и русского языков. С 1952 по 1953 года была школьным инспектором Юсьвинского районного отдела народного образования. Затем в 1954 году поступила на историко-филологический факультет Сыктывкарского педагогического института (ныне Сыктывкарский государственный университет), который окончила в 1959 году.
В 1959 году продолжила обучение в аспирантуре Института языкознания Академии наук СССР, которую окончила в 1962 году и защитила диссертацию на тему «Оньковский диалект коми-пермяцкого языка». С 1963 года работала в этом же научном институте (с 1991 года — Институт языкознания РАН): по 1977 год — младший научный сотрудник, с 1977 по 1998 год — старший научный сотрудник; в 1998—2002 годах — ведущий научный сотрудник, с 2003 года — главный научный сотрудник. В 1998 года защитила докторскую диссертацию на тему «Диалектная система коми-пермяцкого языка и её развитие в сравнительном и ареальном освещении».
С 1979 года Р. М. Боталова являлась иностранным член финно-угорского общества (Хельсинки, Финляндия). В 2013 году была удостоена Строгановской премии, учрежденной Региональной общественной организацией «Пермское землячество» (за вклад в развитие пермяцкого языка).
Умерла 17 января 2016 года в Москве.